# Halo (dispositiu de seguretat)

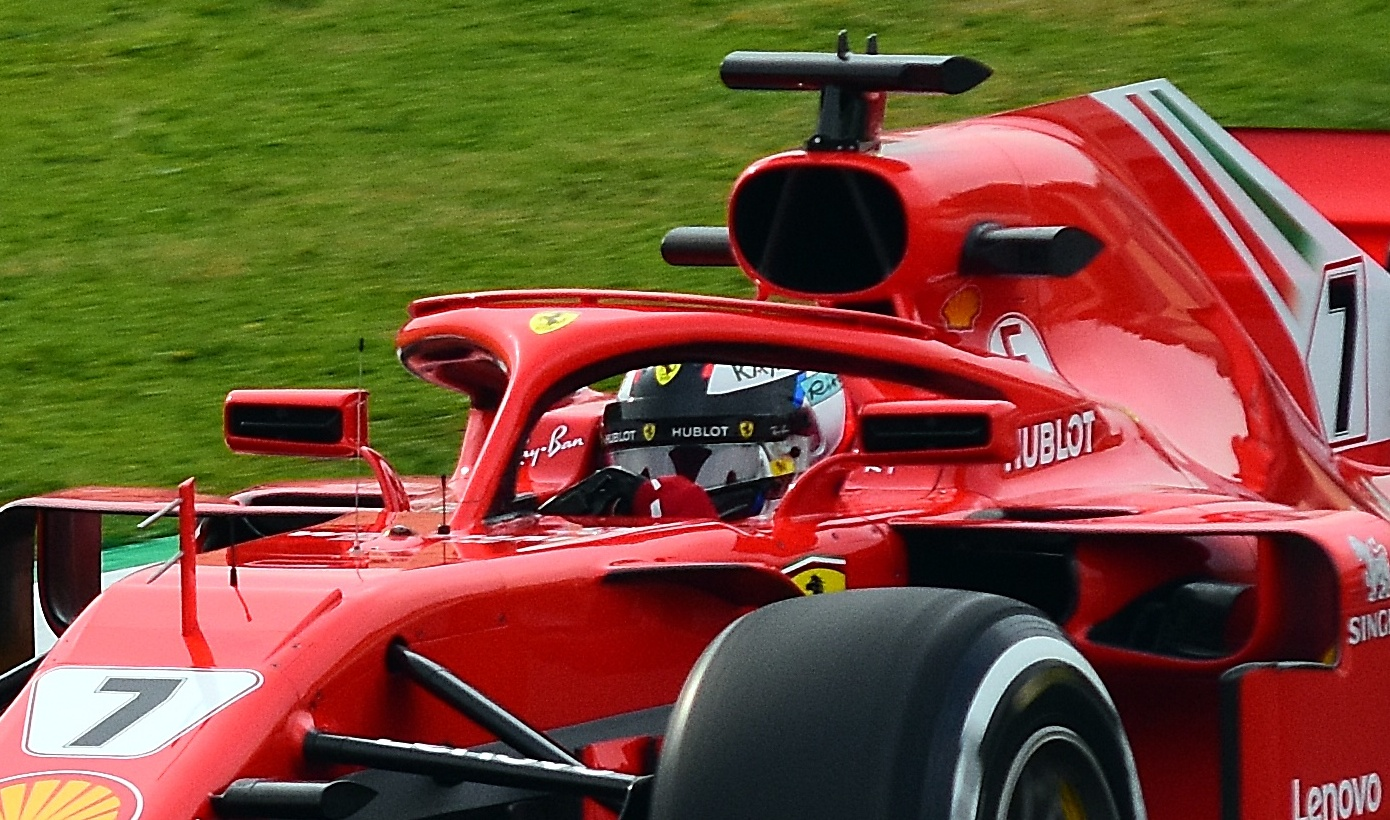
El dispositiu Halo al Ferrari SF71H conduït per Kimi Räikkönen durant els tests de pretemporada al febrer del 2018

El halo es un sistema de protecció davant d'accidents utilitzat en carreres de monoplaces. Aquest dispositiu consta de tres barres flexibles de titani ubicades davant i sobre del cap del conductor. Va ser desenvolupat per la Federació Internacional d'Automovilisme conjuntament amb l'equip Mercedes del campionat de Formula 1.
Els primers tests amb el halo es van dur a terme al març del 2016. Des de la temporada 2018, la FIA ha obligat a les escuderies a que el halo sigui un element obligatori a tots els vehicles de Formula 1, Formula 2, Formula 3, Formula E i també Formula 4 (aquesta última començant al 2021) com a mesura de seguretat. Algunes altres federacions de curses de monoplaces també l'han introduit, com l'IndyCar Series, la Super Formula, i l'Australian S5000 Championship. A l'IndyCar, el halo s'utilitza com a marc estructural per a la pantalla aerodinàmica.
L'halo és capaç de suportar 125 kN de força (equivalent a 12 tones) des de dalt i des dels costats, per tant, actua com a cúpula protegint el cap dels pilots davant possibles impactes.